# 북로군정서
북로군정서(北路軍政署)는 1919년 동간도에서 만든 무장독립운동 단체이다. 대종교 계통에서 비롯되었다. 1919년 만주 지린성(吉林省)에서 서일(徐一), 김좌진을 중심으로 조직되었다.

## 개요
1919년 결성된 대한정의단과 그 산하의 대한군정회가 통합하여 만든 대한군정부가 그 시초로 그 해 12월 상하이 임시정부의 지시로 대한군정서로 개명하였다. 이를 서로군정서군과 대비하여 일반적으로 북로군정서군으로 칭한다. 창립 당시 주요 인물은 서일, 현천묵 등으로 김좌진을 총사령관으로 초빙하여 독립군의 조직과 훈련을 담당하게 하였다.

## 조직
총재에 서일, 총사령관에 김좌진, 참모장에 이장녕, 사단장에 김규식, 여단장에 최해, 연대장 정훈, 연성대장 이범석, 길림분서고문 윤복영, 군기감독 양현 등으로 편성하였다. 독립군 편제는 소·중·대대로 하되 1개 소대를 50명으로 구성하여, 2개 소대를 1개 중대로, 2개 중대를 1개 대대로 편성하였다. 병력 규모는 초기에는 500여 명이던 것이 1920년 8월에는 1,600명을 넘어섰다.
군자금은 관할 지역 주민이나 혹은 국내에서 징수되는 모금액으로 충당되었고 주로 무기 구입에 쓰였다. 때마침 시베리아에서 철수하는 체코슬로바키아 군단으로부터 최신 소총 1,800정과 기관총 7문, 대포 3문, 수류탄 등 신식무기들을 대거 확보했다. 독립군 1인당 개인장비로는 소총 1정, 탄환 500발, 수류탄 1개, 비상식량용 조 6되, 짚신 1켤레 등이었다.

## 활동
왕칭에 사관 양성소를 설립하는 한편 교포 교육에도 힘썼으며, 1920년 10월 21일~26일까지 청산리 전투에서는 일본군을 상대로 크게 승리하였다.

## 해체
봉오동, 청산리 전투에서 패배한 일제는 간도 참변을 일으켜 간도의 양민들을 무차별적으로 학살하였다. 이때 북로군정서는 다른 만주의 항일독립군들과 함께 일제의 감시를 피해 만주와 소련의 경계지대인 밀산에 집결하였다. 여기서 독립군들이 통합하여 서일을 총재로 한 대한독립군단을 조직하였고, 일단 소련의 자유시로 향했다.
그러나 1921년 6월에 발생한 흑하사변(黑河事變, 또는 자유시참변)으로 독립군단은 무장 해제를 당하였으며 큰 타격을 입고 다수가 살상되었으며 부대를 이탈하였다. 서일·김좌진 등 북로군정서 간부들은 사전에 소련 공산당의 이상한 낌새를 눈치채고 탈출해서 북만주로 돌아와 1922년 8월 다시 통합 독립군 부대를 재조직했지만, 전에 조직되었던 것과 같은 대규모의 독립군단은 다시 편성되지 못하였다.

## 같이 보기
| - 대한통군부 - 서로군정서 - 신민부 - 신흥강습소 - 신흥무관학교 - 정의부 - 참의부 | - 강근호 - 김좌진 - 서일 - 이범석 - 이우석 - 홍범도 - 장형 - 중광단 | - 니콜라옙스크 사건 - 봉오동 전투 - 자유시 참변 - 청산리 전투 |  |